# Ley primera
Ley primera es una película argentina dirigida por Diego Rafecas y protagonizada por Armand Assante, Adriana Barraza y Juan Palomino. Fue estrenada el 9 de marzo de 2017.

## Sinopsis
Dos hermanos gemelos expresan una guerra de intereses. Uno vive y defiende la cultura en la que nació y su gemelo, criado en Estados Unidos, vuelve a ejecutar los planes del gran capital. Su vida de lujos, la compañía de bellas mujeres y la distancia del idioma, no serán suficientes para impedir la reacción de su interior ancestral ante la violencia extrema que se ha desatado en su pueblo natal.

## Reparto
- Armand Assante como Don Nowet
- Adriana Barraza como Lara
- Juan Palomino como Mico
- Liz Solari como Connie
- Tomás Fonzi como Nahuel
- Oscar Alegre como Intendente Minguetti
- Mónica Lairana como Madre Cholito
- Bautista Gómez como el Cholito
- Juan Antonio Devoto como El Frances
- Susana Varela como Exiled Woman
- Arnaldo Pipke como Chaco Governor
- Germán Romero como Wichi Elder
- Jorge Roman como Domingo de Bermejito
- German Acuña como QOM Rapper 4
- Vera Carnevale como Lesi
- Diego Rafecas como Simon Jerom
- Esteban Mihalik como Exile District Attorney
- Marcos Montes como Lab Engineer
- Agustina Córdova como Matilda
- Roberto Vallejos como Piti
- Charo Bogarin como Kaya
- Máximo Jorge como Indio
- Alejandra Salazar como Nurse at Reception
- Toshiro Yamauchi como Taisen
- Pablo Pinto como Tatuado
- Juan Severiano como QOM Rapper 3
- Brian Lopez como QOM Rapper 2
- Lucia Farfan como Exiled Elderly Qom Lady
- Juan Cabrera como Naala's Friend
- Bianca Bertoli como Naala
- Luciano San Jorge como Government Employee
- Marina Castillo como Tatuada
- Omar Condutti como Assembly QOM Person 1
- Rodolfo Amante como Assembly Wichi Person 2
- Egidio Garcia como Egidio
- Miguel Angel Welington como Gigante
- Diego Quiroz como Exile Police Officer
- Ezequiel Díaz como Pinguero
- Néstor Romero como Assembly QOM Person 4
- Rufino Calito como Assembly QOM Person 2
- Ramiro Condutti como Kaya's Student
- Franco Picciano como Azul
- Eduardo Massa como Diputado Benvenuto
- Corina Romero como Governor's Secretary
- Roque Lopez como Football Referee
- Maiten Escalada como Kaya's Student
- Patrona Sarapura como Assembly QOM Person 3
- Ariel Matias como Assembly Wichi Person 1
- Luis Alí como Lopez